# Авейраш-де-Сіма
Авейраш-де-Сіма (порт. Aveiras de Cima; МФА: [ɐ.ˈvɐj.ɾɐʒ dɨ ˈsi.mɐ]) — парафія в Португалії, у муніципалітеті Азамбужа. Розташована в західній частині країни, на теренах історичної португальської провінції Ештремадура. Входить до складу округу Лісабон. За адміністративним поділом, чинним до 1976 року, терени парафії були складовою провінції Рібатежу. Належить до Лісабонського патріархату Католицької церкви. Патрон — Діва Марія. Площа — 26,1557 км². Населення — 4762 ос. (2011). Слабо урбанізований регіон. Густота населення — 182,06 осіб/км²
. Код — 110303.

## Населення
| Кількість мешканців | Кількість мешканців | Кількість мешканців | Кількість мешканців | Кількість мешканців | Кількість мешканців | Кількість мешканців | Кількість мешканців | Кількість мешканців | Кількість мешканців | Кількість мешканців | Кількість мешканців | Кількість мешканців | Кількість мешканців | Кількість мешканців | Кількість мешканців |
| ------------------- | ------------------- | ------------------- | ------------------- | ------------------- | ------------------- | ------------------- | ------------------- | ------------------- | ------------------- | ------------------- | ------------------- | ------------------- | ------------------- | ------------------- | ------------------- |
| 1864                | 1878                | 1890                | 1900                | 1911                | 1920                | 1930                | 1940                | 1950                | 1960                | 1970                | 1981                | 1991                | 2001                | 2011                | 2021                |
| 1 884               | 2 133               | 2 616               | 2 898               | 3 134               | 2 103               | 2 580               | 3 073               | 3 549               | 3 602               | 3 901               | 4 503               | 4 671               | 4 661               | 4 762               | 4 669               |